# Новорозанівка
Новоро́занівка — село в Україні, у Софіївській сільській громаді Баштанського району Миколаївської області. Населення становить 94 особи. До 2020 року орган місцевого самоврядування — Кам'янська сільська рада.

## Археологія
Біля села — археологічне поселення Новорозанівка-2, яке є найсхіднішим поселенням неолітичної буго-дністровської культури. Також неподалік від села розташований Новорозанівський курган.